# Rubens Barrichello
Rubens Gonçalves Barrichello (født 23. maj 1972 i São Paulo), er en tidligere brasiliansk Formel 1-kører, der kørte i Formel 1 fra 1993 til 2011. Han har kørt 326 grandprixløb. I løbet af sin Formel 1 karriere vandt han 11 løb og kom på podiet 68 gange. Barrichellos bedste slutresultater i et mesterskab var to 2.-pladser i henholdsvis 2002 og 2004, hvor han begge gange måtte se sig slået af sin holdkammerat Michael Schumacher.
Han fik sin debut i Formel 1 for det irske hold Jordan Grand Prix i 1993, som han kørte for i fire sæsoner. Før 1997-sæsonen skiftede han til det nystartet hold Stewart Grand Prix, hvor han tilbragte 3 sæsoner og var holdkammerat med bl.a. Jan Magnussen. Op til 2000-sæsonen erstattede han Eddie Irvine hos Ferrari og var med til at vinde 5 konstruktørmesterskaber i årene 2000-2005 for holdet sammen med Michael Schumacher, som ligeledes vandt kørernes mesterskab i samme periode.
Efter 6 år hos Ferrari skiftede han i 2006 til Honda, hvor han blev holdkammerat med Jenson Button. Da Honda trak sig fra Formel 1 efter 2008-sæsonen, blev holdet opkøbt og omdøbt til Brawn GP team i 2009. Efter at holdet havde domineret første halvdel af 2009 sæsonen og vandt både kørernes og konstruktørernes mesterskaber, blev holdet opkøbt af Mercedes-Benz. Holdet valgte en ren tysk kørersammensætning og der var derfor ikke længere en plads til Barrichello.
Han kørte for Williams-teamet fra 2010 til 2011. Han mistede sit Williams F1-sæde efter 2011, hvor han blev erstattet af landsmanden Bruno Senna for 2012.

## Karriere
Jordan (1993–1996)
Barichello viste hurtigt sit talent i Formel 1. I hans bare tredje løb (det europæiske Grand Prix) som blev afviklet i silende regn, startede han fra en beskeden 12. plads. På første omgang af løbet overhalede han 8 rivaler og lå på 4. pladsen, da omgangen sluttede. Han lå på et tidspunkt i løbet så højt som 2. pladsen og men måtte udgå, da han lå på 3. pladsen, pga. problemer med brændstofstofstykket. 
Jordan bilernes pålidelighed var ringe i 1993-sæsonen, og han udgik fra største delen af sæsonens løb. Barrichello overgik regelmæssigt sine mere erfarne holdkammerater, Ivan Capelli og Thierry Boutsen. I det franske Grand Prix scorede han næsten sit første Grand Prix-point (og holdets første det år), men Michael Andretti overhalede ham på den sidste omgang og sluttede på 6. pladsen - den sidste pointgivende position. Barrichello scorede sit eneste point i sæsonen ved den japanske Grand Prix med en 5. plads foran sin nye holdkammerat Eddie Irvine. Disse 2 point gav ham 18. pladsen i den samlet stilling.
1994 startede med en 4. plads i Brasilien og en tredjeplads i Aida, som blev hans første podium. De to resultater placerede Barrichello på 2. pladsen i kørernes samlet stilling bag Michael Schumacher, der havde vundet de to første løb. Ved San Marino Grand Prix blev han imidlertid involveret i en voldsom ulykke under fredagens træning, hvor han ramte væggen i et sving og bilen blev vendt på hovedet. Ulykken bankede ham bevidstløs og han slugte sin egen tungen, som blokerede luftvejene. Barrichello krediterede Formel 1 lægen Sid Watkins, som hurtigt kom ham til undsætning, for at redde sit liv. Samme weekend døde Roland Ratzenberger under lørdagens kvalifikation, mens Williams Ayrton Senna mistede livet under søndagens løb.